# Le Fresne-sur-Loire
Le Fresne-sur-Loire era una comuna francesa situada en el departamento de Maine y Loira, de la región de Países del Loira, que el 1 de enero de 2016 pasó a ser una comuna delegada de la comuna nueva de Ingrandes-Le Fresne-sur-Loire al fusionarse con la comuna de Ingrandes.

## Historia
Fue creada en 1903 por segregación de terrenos pertenecientes a la comuna de Montrelais.
Hasta el 31 de diciembre de 2015, la comuna de Le Fresne-sur-Loire formó parte de la misma región de Países del Loira, departamento de Loira Atlántico, distrito y cantón de Ancenis. Con vistas a su prevista fusión con la comuna de Ingrandes, que pertenecía al departamento de Maine y Loira, se creó el decreto n.º 2015-1751, que con fecha de aplicación del 31 de diciembre de 2015, modificaba los límites territoriales de los departamentos de Loira Atlántico y Maine y Loira, pasando la comuna de este modo a formar parte del departamento de Maine y Loira, distrito de Angers y cantón de Chalonnes-sur-Loire.

## Demografía
| Gráfica de evolución demográfica de Le Fresne-sur-Loire entre 1954 y 2013 |
|                                                                           |

Los datos demográficos contemplados en este gráfico de la comuna de Le Fresne-sur-Loire se han cogido de 1954 a 1999 de la página francesa EHESS/Cassini, y los demás datos de la página del INSEE.